# Louis-Henri Delarageaz
Ne doit pas être confondu avec Louis-Charles Delarageaz.
Jean Louis-Henri Delarageaz, né le 9 octobre 1807 à Préverenges et mort le 14 mars 1891 également à Préverenges, est une personnalité politique et militaire suisse.

## Parents
Son père, François-Samuel Delarageaz (1770-1836), époux de Louise-Georgette Moyard (1778-1863), de Préverenges, est un campagnard aisé, propriétaire de l’auberge de l’Étoile à Préverenges, secrétaire municipal, assesseur de la justice de paix du cercle d’Écublens et membre fondateur de l'abbaye de Préverenges en 1807.
Louis-Henri épouse sa petite cousine Louise-Charlotte Bron (1815-1888), fille de François-Henri Bron (1787-1840) de Bremblens, propriétaire agriculteur-viticulteur et capitaine de carabiniers, et de Louise-Suzanne Moyard (1790-1865) de Préverenges. De ce mariage, il aura 3 fils : Auguste Louis (1836, mort à 3 mois), Louis-Charles Delarageaz (1837-1906) et Alexis David Henri (1844-1869), décédé à Hyères de tuberculose durant ses études à la faculté de médecine de Paris. Son petit-fils Louis Rodolphe Delarageaz épousera une petite-nièce d'Antoine Vessaz.

## Biographie
À quatorze ans, il passe une année en Suisse allemande, à Zofingue. Après l’obtention de son brevet d’arpenteur en 1831 et jusqu'en 1845, il travaille à l’élaboration de la carte topographique de Guillaume-Henri Dufour, à la carte militaire vaudoise et à l’arpentage de nombreuses communes vaudoises ainsi qu’aux bois du Risoux, ce qui lui permet de parcourir tout le canton de Vaud et de se faire connaître de sa population. En plus, il suit des cours à l'Académie de Lausanne, mais échoue aux examens de notariat en 1838. Il supervise, avec l'aide son épouse, la gestion de leurs grands domaines agricoles et viticoles afin d'en améliorer la productivité et la rentabilité. Il porte un soin particulier à la culture de ses vignes pour obtenir un vin de qualité qu'il vend dans toute la Suisse. Tout au long de sa vie il acquiert des biens-fonds pour agrandir ses domaines et ils se retrouveront sa femme et lui propriétaires de biens immobiliers dans douze communes du canton, à savoir à Préverenges, Bremblens, Lonay, Échichens, Saint-Saphorin-sur-Morges, Romanel-sur-Morges, Echandens, Bougy-Villars, Féchy, Perroy, Lausanne et Pully.

## Carrière politique
Delarageaz s’intéresse très tôt aux idées communistes qui pénètrent dans le canton de Vaud, notamment en lisant Étienne Cabet, Charles Fourier et Pierre Joseph Proudhon. Il se liera d’amitié et entretiendra une correspondance avec ce dernier. Il est membre du Schutzverein, de la Jeunesse Suisse, de l’Association nationale et questeur de la section vaudoise de la Société de sûreté fédérale. Dès 1835, il devient président du Conseil général de Préverenges et président de la Société militaire des agriculteurs de sa commune. L’année suivante, il est membre du comité de la section des Trois-Suisses. En 1838, il fonde la bibliothèque démocratique de Morges. En 1841, il est élu député au cercle d’Écublens, en tant que radical. Delarageaz devient syndic de sa commune l'année suivante. À cette époque, il est également membre de la Loge "Espérance et Cordialité" de Lausanne, appartenant à la Grande Loge suisse Alpina. L’année d’après, il est membre fondateur du cercle démocratique de Lausanne. En décembre 1844, il fonde l’Association patriotique pour réagir au rappel des Jésuites à l’instruction publique par le canton de Lucerne. Delarageaz est, avec son ami Henri Druey, l’un des chefs de la révolution vaudoise de 1845. C’est d’ailleurs Delarageaz qui proclamera sur l'esplanade de Montbenon, à Lausanne, l’avènement du parti radical le 14 février 1845, après le renversement de l’ancien régime. Le 5 mars de la même année, il est élu président du Grand Conseil vaudois.

Bien que réticent à l’idée d’entrer au Conseil d’État vaudois, Delarageaz y est élu le 6 mars 1845. Il y restera 29 ans (le plus long mandat de l'histoire vaudoise après celui de 36 ans du conseiller d'État Louis Etienne Jan de 1804 à 1840), de 1845 à 1862, puis de 1866 à 1878 (départements : Militaire, Travaux publics). C’est sous son gouvernement que se réalisent l’endiguement du Rhône et l’assainissement de la Broye et de l’Orbe et que se créent le premier réseau de chemin de fer, le Crédit Foncier et la Banque cantonale vaudoise dont il est le président en 1847, le code rural, l’assurance obligatoire contre les dégâts de l’incendie, par exemple. En 1847, il est membre fondateur et président de la jeune société militaire des patriotes d’Écublens. Le 18 novembre de la même année, à la suite de la victoire des cantons protestants lors de la guerre du Sonderbund, il est nommé par la Diète commissaire fédéral à Fribourg avec Xavier Stockmar, puis le 2 décembre, commissaire fédéral en Valais avec Stefano Franscini et Emil Frey. Delarageaz devient le patron avéré du canton de Vaud dès le départ à Berne de son ami Henri Druey en 1848 à qui il avait racheté le Nouvelliste vaudois, véritable véhicule de la pensée radicale vaudoise. En 1856, il est nommé commissaire fédéral par le Conseil fédéral avec Maurice Barman auprès du gouvernement sarde à Turin afin d’obtenir de ce même gouvernement l’abaissement du tunnel du col de Menouve. Il rentre au Conseil national en 1857 où il siégera jusqu’en 1881. Son gouvernement est renversé par une coalition de libéraux et de radicaux de gauche, mais il réintègre le Conseil d’État en 1866. En 1863, Delarageaz est nommé commissaire fédéral à Milan pour la rectification de la frontière entre la Suisse et l'Italie. Cette mission aboutit à la signature d'une convention suivie d'un procès verbal d'abornement signé à Turin en 1868. En octobre de la même année, Il est nommé par le Conseil fédéral délégué suisse avec Peter Conradin von Planta pour la vérification de la ligne frontière de Poschiavo qui se terminera en 1874 par la fixation de la frontière italo-suisse près de l'Alpe Cravairola et par l'entrée du village de Cavaione dans la Confédération.

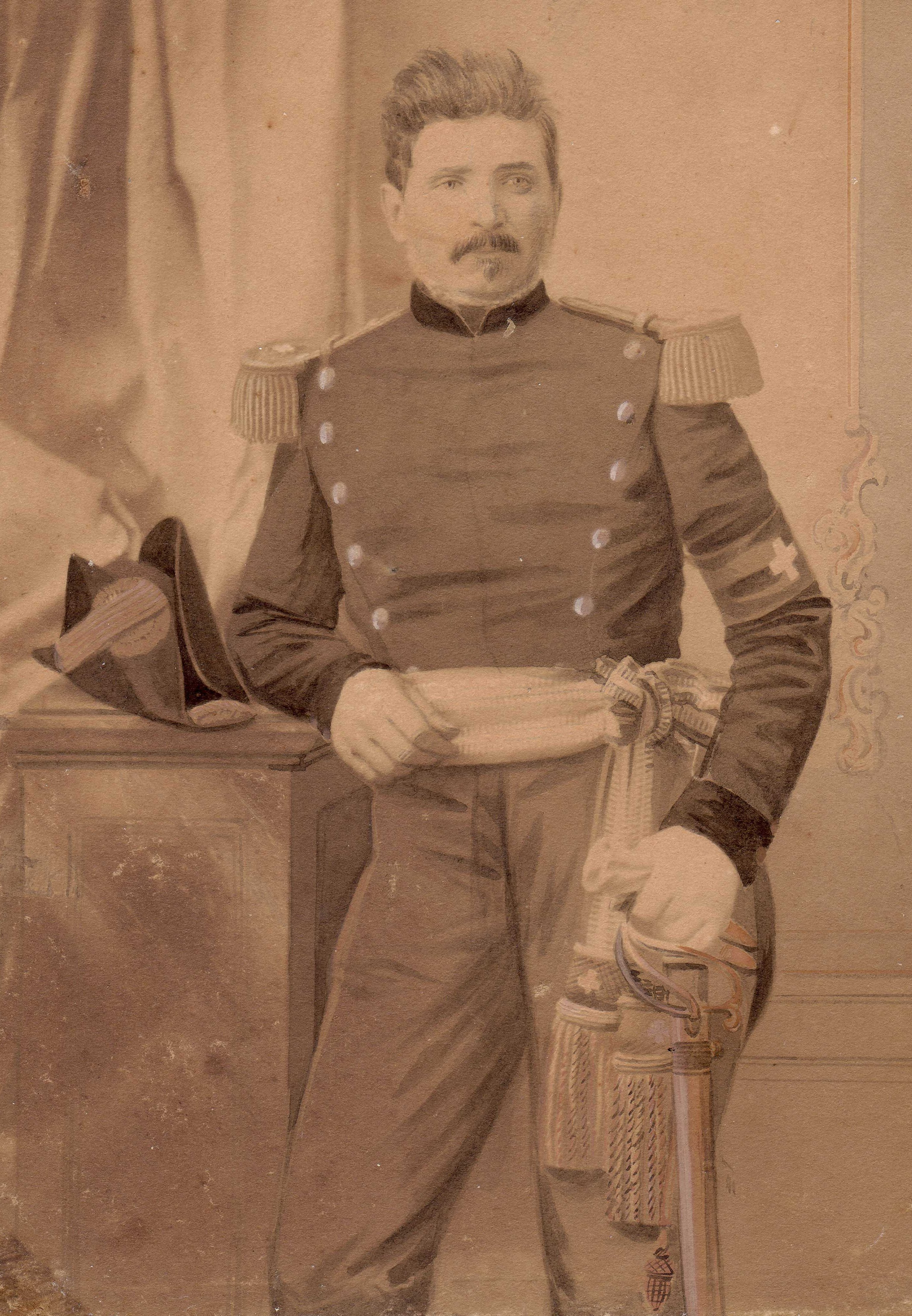
Louis-Henri Delarageaz en colonel fédéral. Photographie d'Elie Wolf, Bâle, 1857.

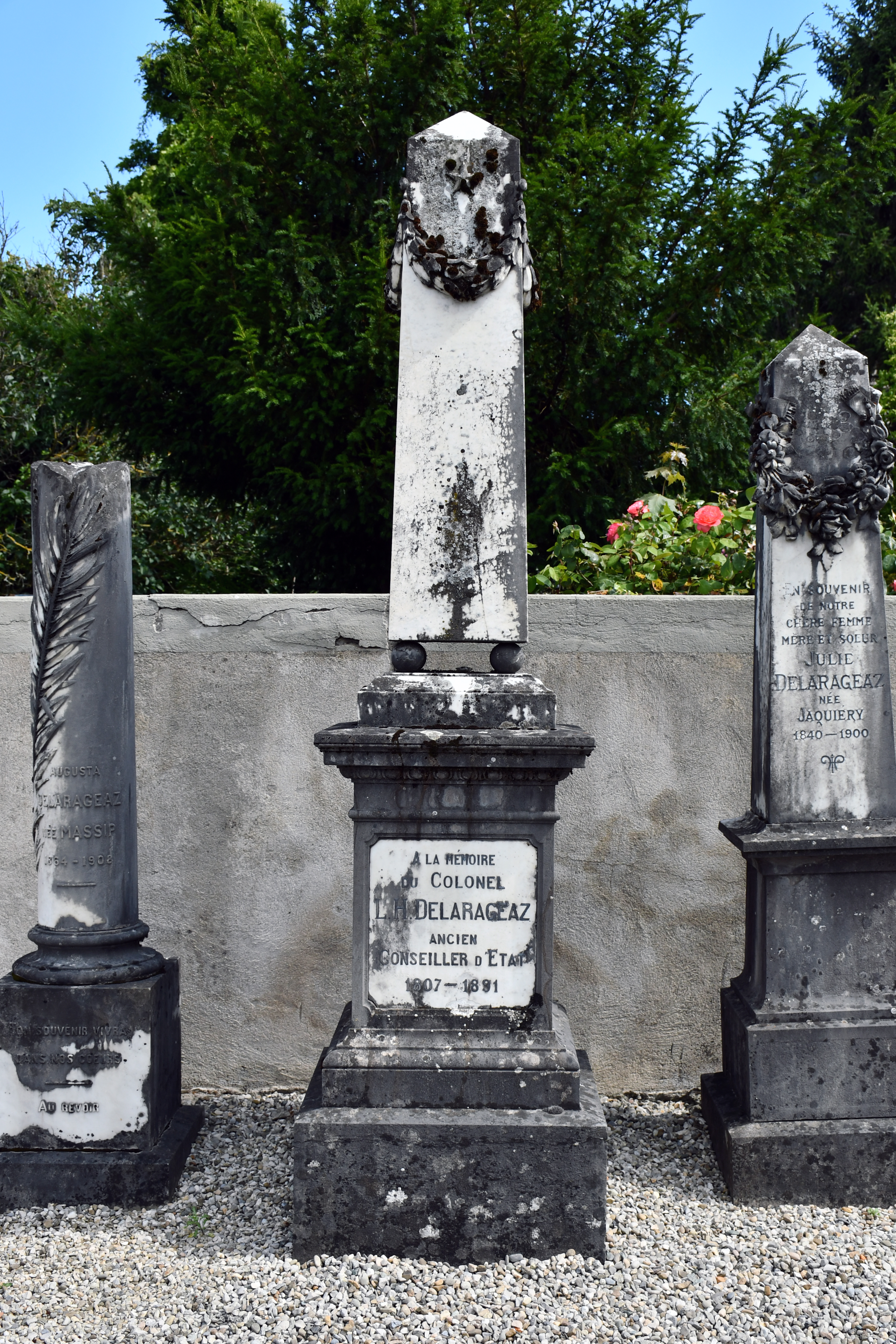
Monument à la mémoire de Louis-Henri Delarageaz, dans le cimetière de Préverenges.

En parallèle à son activité politique, Delarageaz embrasse aussi une brillante carrière militaire. Officier dès 1829, il est promu lieutenant-colonel dans l’État-major fédéral pendant la guerre du Sonderbund durant laquelle il met le siège devant Fribourg. Il devient colonel fédéral d’artillerie en 1855 après avoir commandé à plusieurs reprises le camp de Bière (Vaud) (1849, 1851, 1853) et celui de Thoune (1852). Lors de l’affaire de Neuchâtel avec la Prusse, il est nommé par le département militaire fédéral le 14 octobre 1856 commandant de l’artillerie de la place de Bâle où il est chargé des travaux de fortification du petit Bâle (avec solde de divisionnaire) puis, le 19 décembre de la même année, il fera partie du conseil de guerre sous la présidence du conseiller fédéral Friedrich Frey-Herosé, avec sept autres colonels et le général Guillaume-Henri Dufour. Delarageaz sera libéré du service militaire en 1876 avec remerciements.
À la fin de sa carrière, Delarageaz se distancie de plus en plus du parti radical, regroupé autour de son disciple Louis Ruchonnet. Après une modeste réélection au conseil d'État le 21 mars 1878, il en démissionne le lendemain. À la fin de l’année, il est réélu au Conseil national où il siégera jusqu’en 1881. Il démissionne du Grand Conseil l’année suivante. Il devient membre de la Ligue internationale de la paix et de la liberté à Genève en 1879. Delarageaz se manifeste encore pour condamner le projet constitutionnel de 1885. Il décède le 14 mars 1891 dans sa propriété du Rionzi à Préverenges qu'il s'était fait construire en 1842, probablement par son compagnon d'armes, l'architecte et colonel cantonal d'artillerie Louis Wenger.